# Куртя-де-Арджеш
Ку́ртя-де-А́рджеш (рум. Curtea de Argeş) — город в Румынии, бывшая столица княжества Валахия. Стоит на берегу реки Арджеш в южной части Карпат.

## История
Первое поселение было основано в XIII веке армянами, беженцами из города Арджеш провинции Васпуракан, дав это название также реке, протекающей через него. Была построена армянская церковь Сурб Никогайос (арм. Սուրբ Նիկողայոս) которая благодаря многочисленным реставрациям до 1911 г. сохраняла свою форму, был свой епископ, в нём процветали торговля и ремёсла. В конце 13 века Румынские князья построили а Арджеше крепость, а в начале 14 века дворец Куртея. В 1350-х годах в результате притеснений со стороны католиков часть армянской общины переселяется в Тлмач, где в 1355 г основывается армянское епископство.
Название города переводится как «двор на Арджеше». Он служил второй после Кымпулунга столицей Валахии. Его основание приписывается «чёрному князю», жившему якобы на исходе XIII века. В Епископском соборе похоронены румынские правители от Басараба до Михая I.
В 1359 г. посланный Константинополем Иакинф Критопулос основал здесь Венгро-Валашскую православную митрополию (епископат).

## Достопримечательности
На территории города и в его окрестностях расположены 16 памятников истории и культуры национального значения. Двенадцать из них — это памятники архитектуры.
- Руины княжеского дворца[рум.] (XIV век);
- Церковь св. Николая (1352 год);
- Епископская церковь (XVI век).
- Церковь «Успение Богородицы» — Дружешть (1793 год);
- Церковь «Святые Ангелы»[рум.] (1717 год);
- Церковь «Введение во храм Пресвятой Богородицы» — Бэтушарь (1583 год);
- Ансамбль церкви «Успение Богородицы» — Оларь (XVII—XVIII вв.)
- Городская панорама «Исторический город Куртя-де-Арджеш»;
- Дом семьи Гоангэ (1795 год);
- Дом семьи Чокулешть (1851 год);
- Железнодорожный вокзал (1880 год);
- Старая Почта (1895 год);

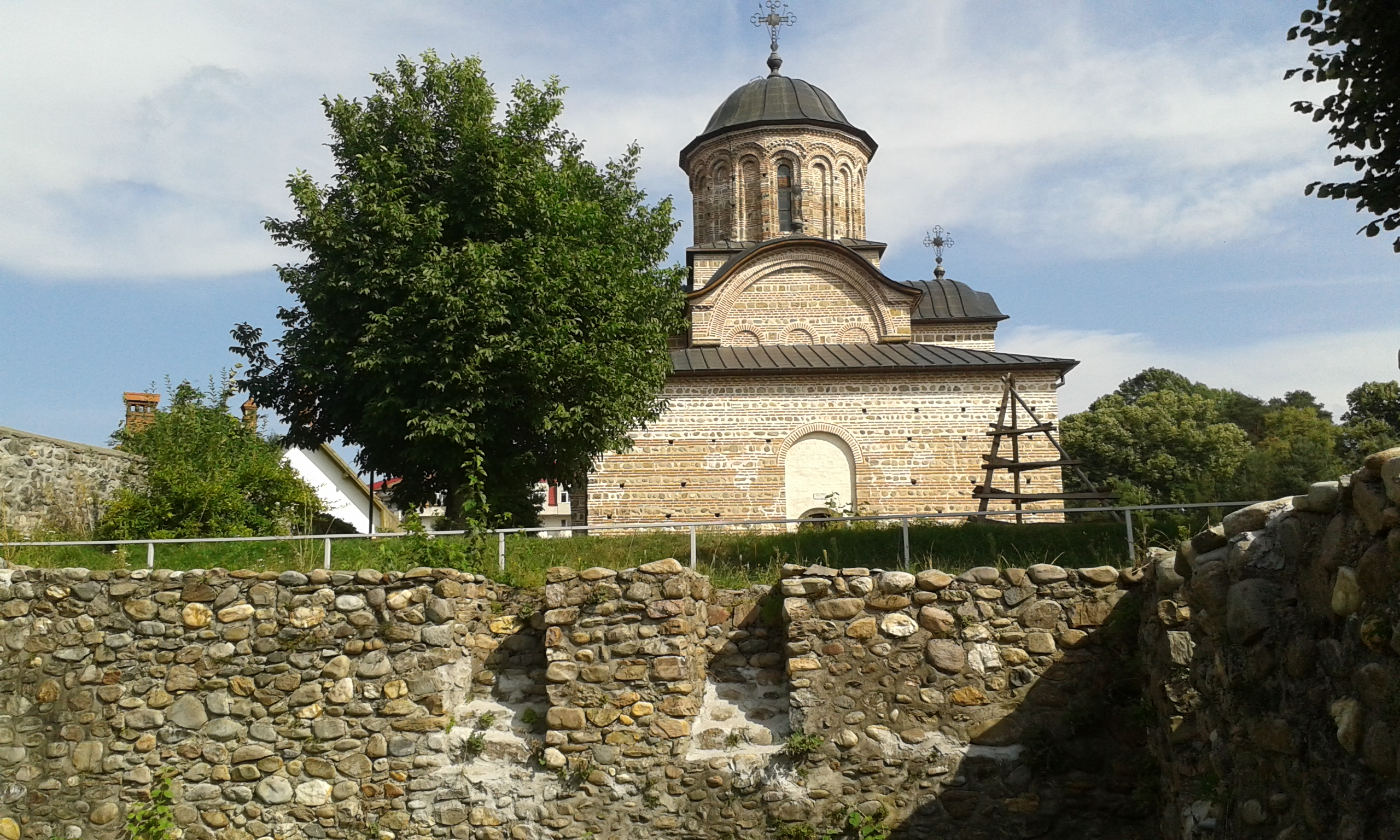
Руины княжеского дворца
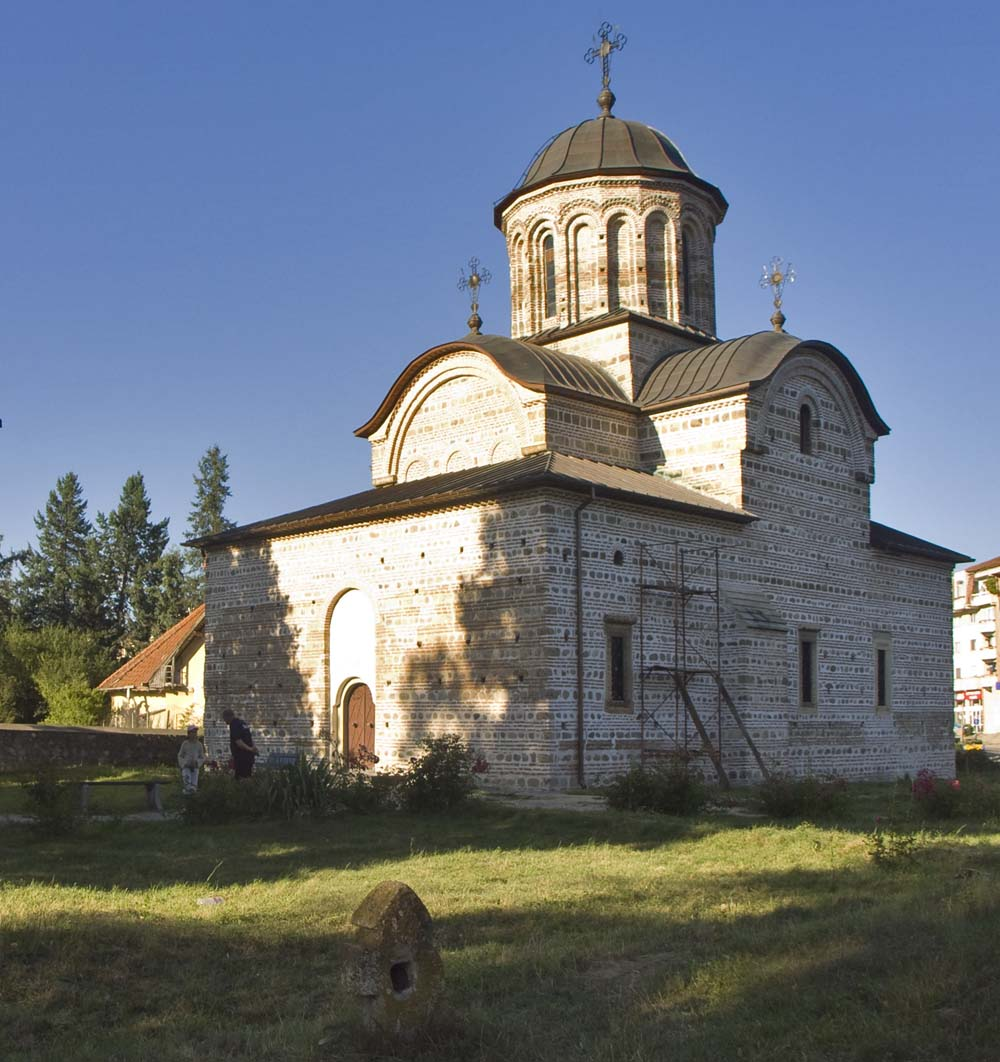
Церковь св. Николая
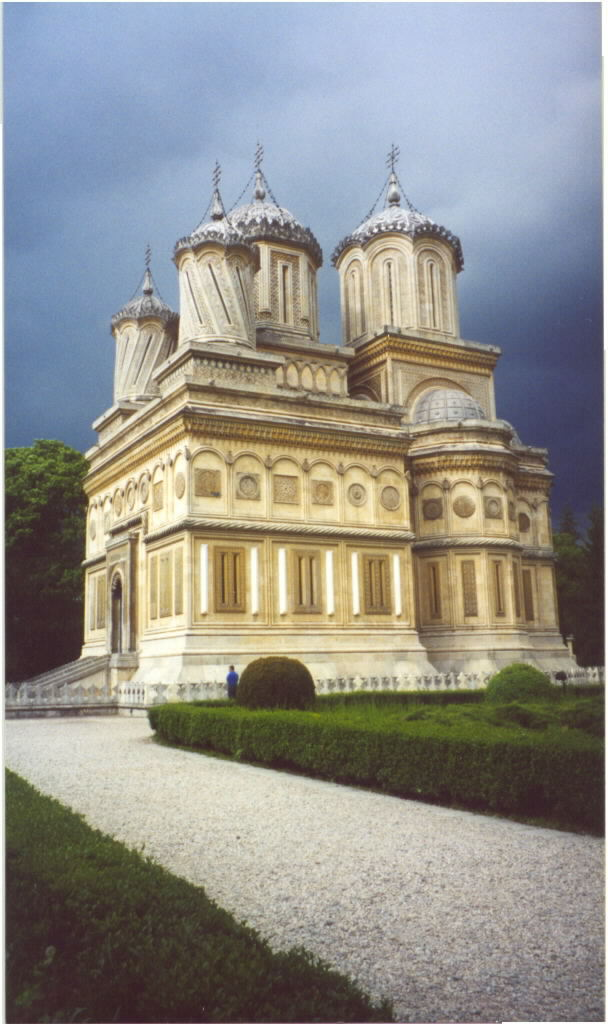
Епископская церковь
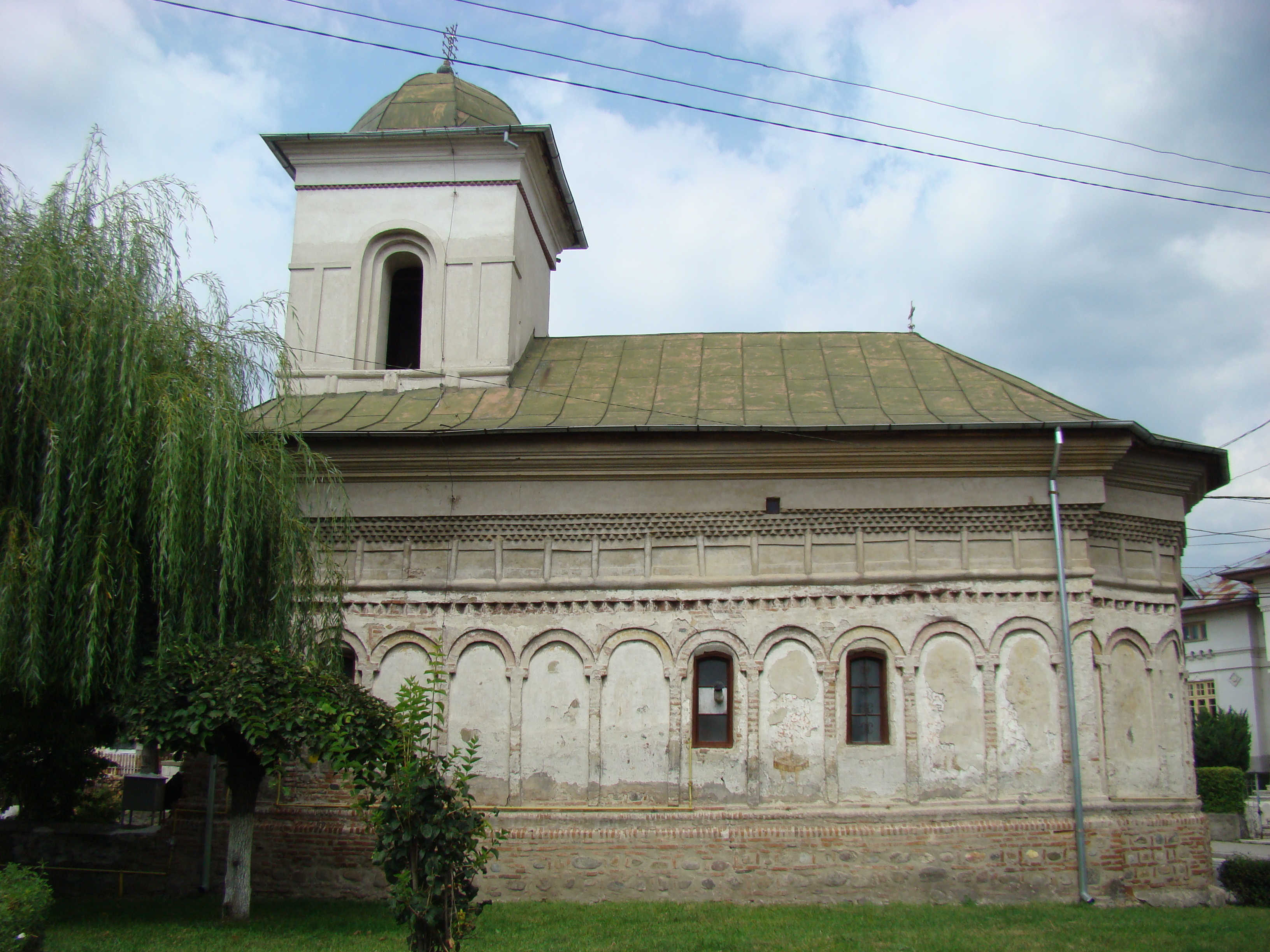
Церковь «Успение Богородицы» - Дружешть
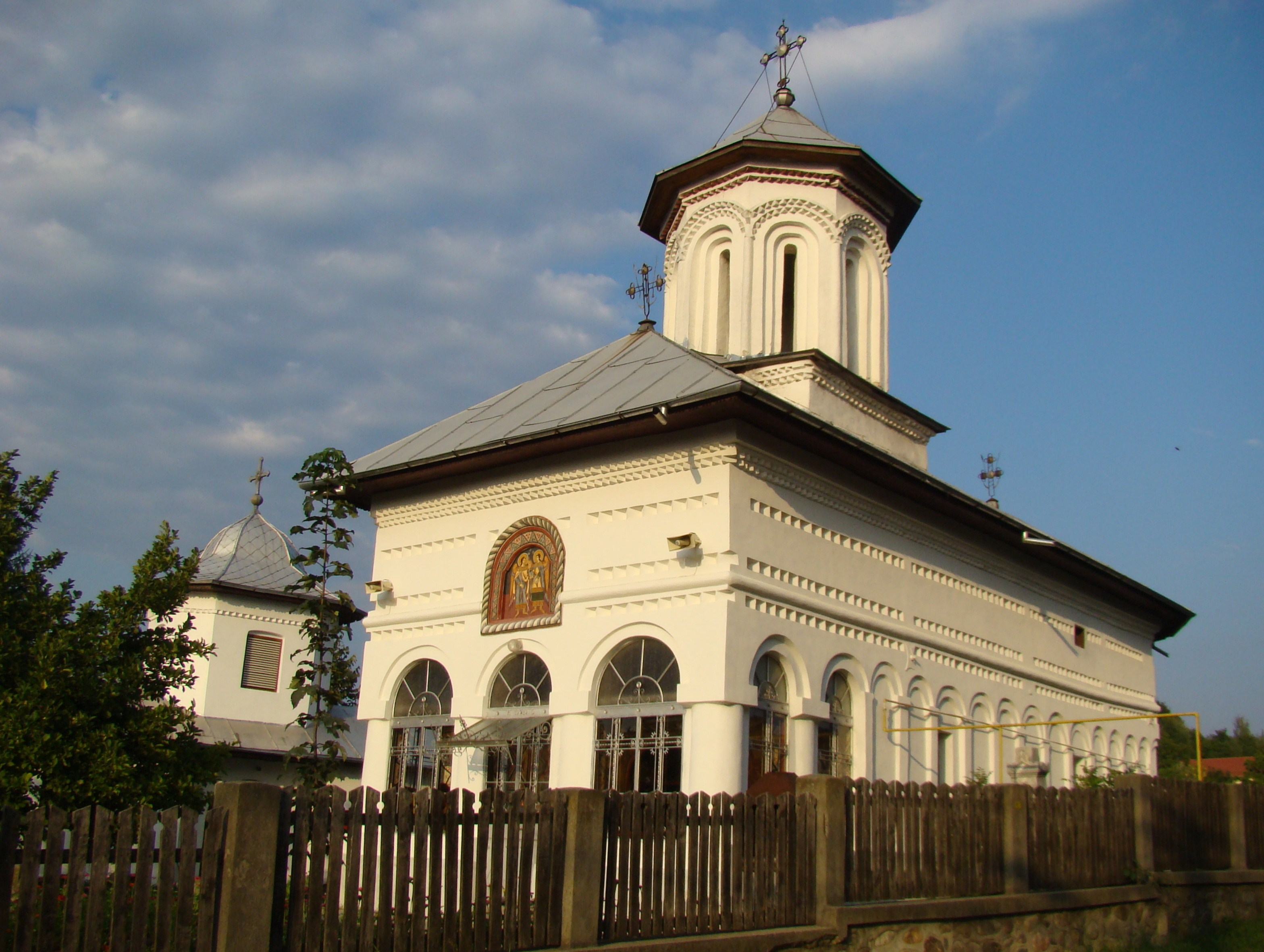
Церковь «Святые Ангелы»
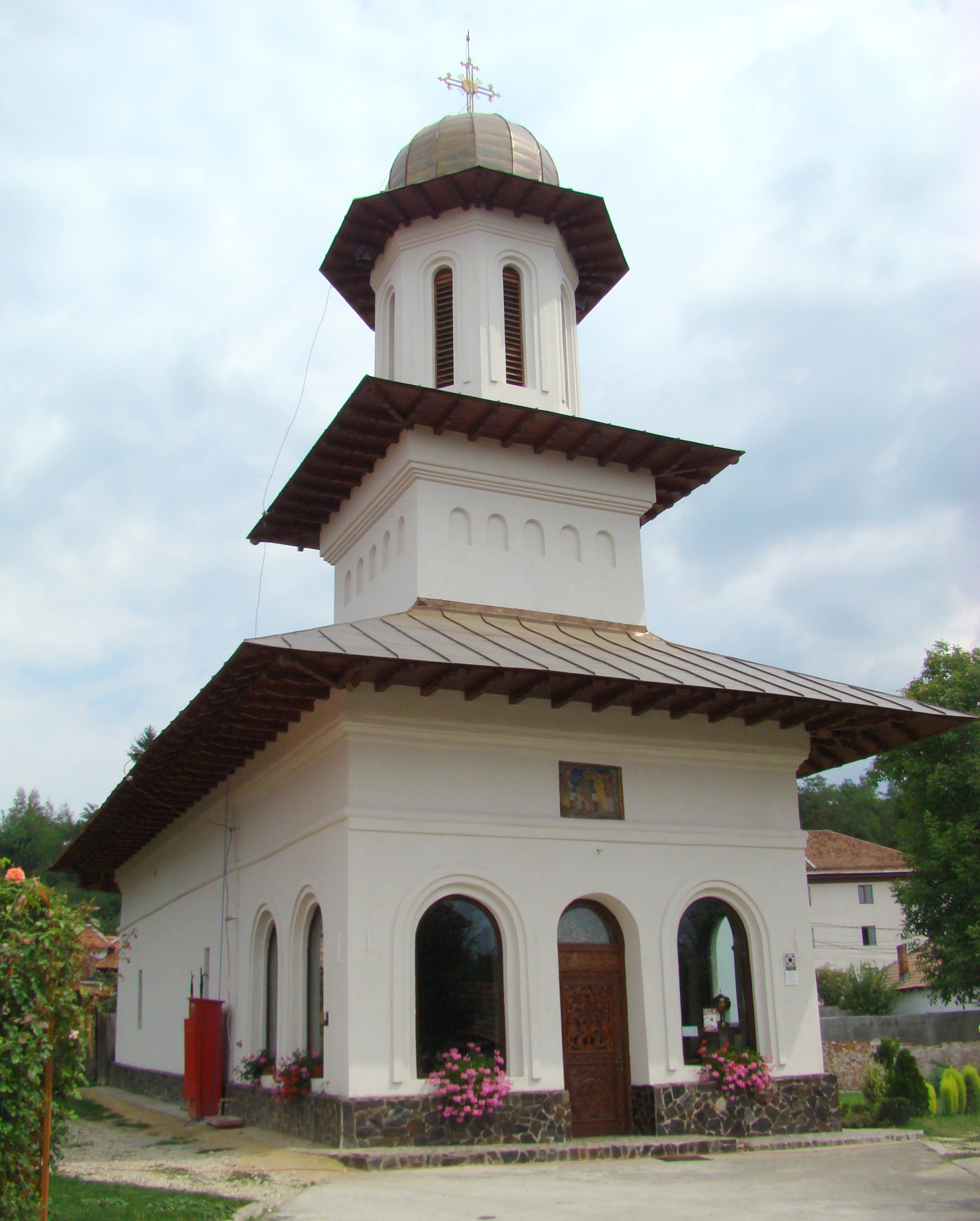
Церковь «Введение во храм Пресвятой Богородицы» - Бэтушарь
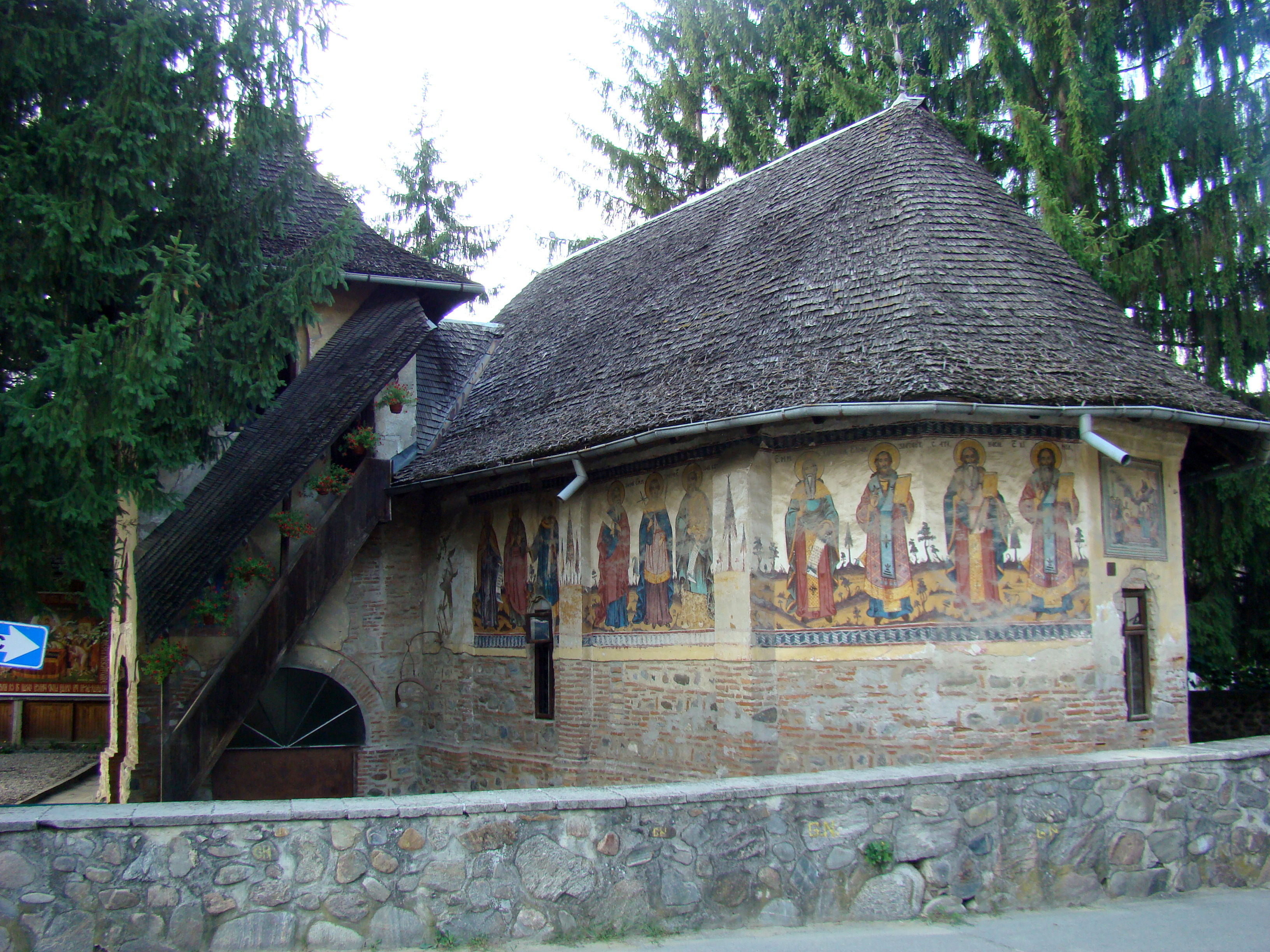
Церковь «Успение Богородицы» - Оларь
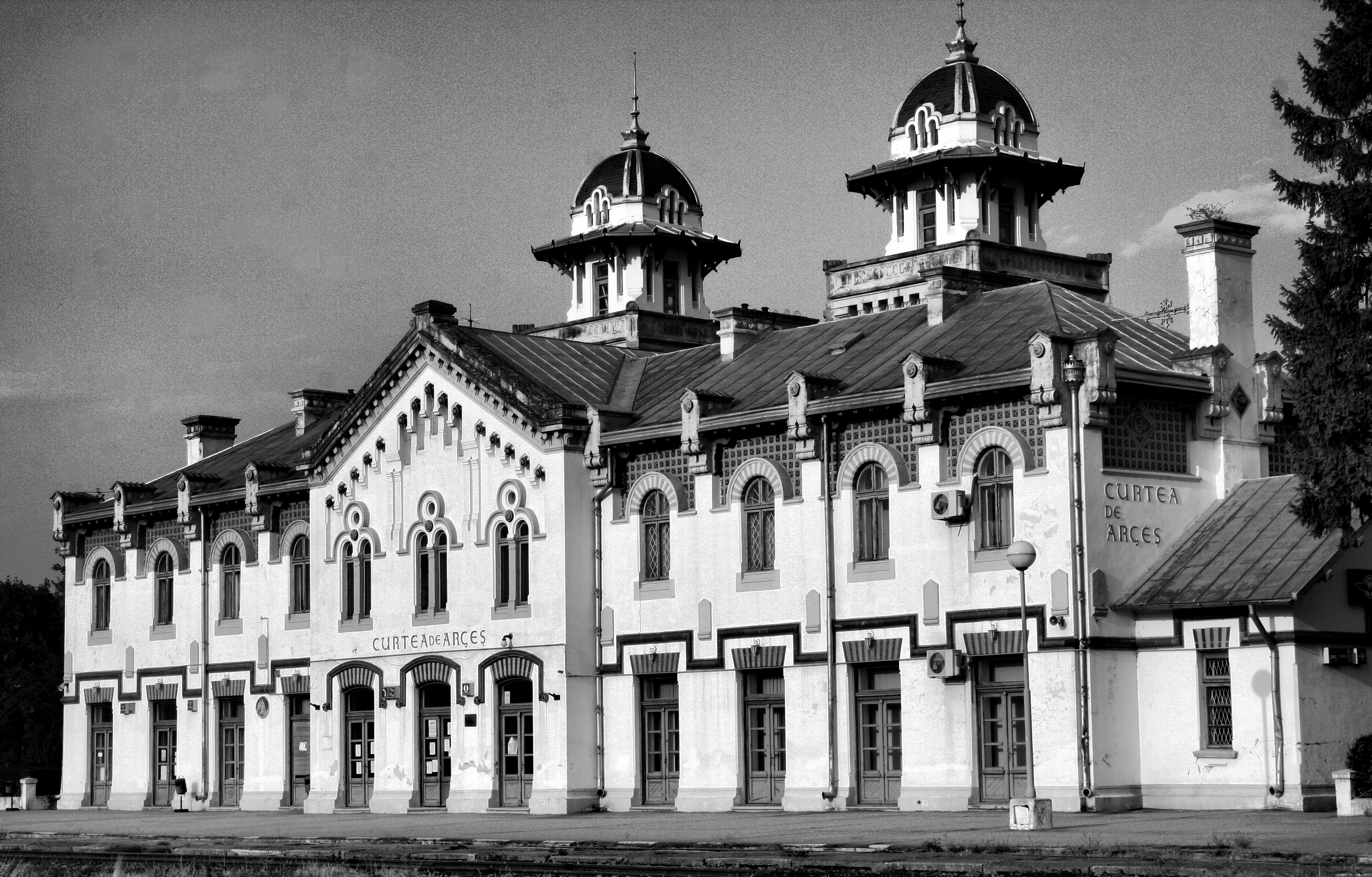
Железнодорожный вокзал

## Население
Согласно данным переписи 2016 года, население муниципия Куртя-де-Арджеш составляло 33418 человек.
| Год  | Численность | Численность |
| ---- | ----------- | ----------- |
| 1912 | 6279        |             |
| 1930 | 6809        |             |
| 1948 | 9180        |             |
| 1956 | 10 764      |             |
| 1966 | 16 424      |             |
| 1977 | 24 645      |             |
| 1992 | 35 824      |             |
| 2002 | 32 510      |             |
| 2011 | 27 359      | [ 4 ]       |
| 2016 | 33 418      |             |
| 2021 | 25 977      | [ 5 ]       |

## Промышленность
- машиностроение;
- деревообрабатывающая промышленность;
- фарфоровая промышленность;
- швейная промышленность;
- пищевая промышленность.

## Города-побратимы
- Сан-Джулиано-Миланезе[6] (2003)
- Невер, Франция (1990)

## Известные уроженцы
- Бореску, Константин (1854—1915) — румынский военачальник.